# Stephan-Lutz Tobatzsch
Stephan-Lutz Tobatzsch (* 21. Dezember 1933 in Leipzig; † 9. Februar 2011 in Georgsmarienhütte, Landkreis Osnabrück) war ein deutscher Oberstudiendirektor und Schriftsteller.

## Leben
Stephan-Lutz Tobatzsch arbeitete als Bergmann. Er studierte Geo- und Gesellschaftswissenschaften sowie Gesang an der Bergakademie Freiberg, der Technischen Universität Dresden und der Freien Universität Berlin, später Chemie, Philosophie und Pädagogik in Berlin. Dann arbeitete er als Dozent in der Erwachsenenbildung und als Referent für das Landeskuratorium Unteilbares Deutschland Berlin 1959–1963 und Niedersachsen 1963–1989. Ab 1964 war er zudem Referent und Prädikant für die Evangelisch-lutherische Landeskirche Hannover. Von 1960 bis 1983 war er im Höheren Schuldienst tätig, davon 1971 bis 1983 als Schulleiter am Gymnasium Bad Iburg. Seit seiner Pensionierung 1984 lebte Tobatzsch als freier Schriftsteller in Georgsmarienhütte. Er publizierte vier Prosa- und drei Lyrikbände sowie zahlreiche wissenschaftliche und belletristische Beiträge in Anthologien und Zeitschriften. Seine in Peking ausgezeichnete Kurzgeschichte wurde in einer Auflage von 15 Millionen Exemplaren veröffentlicht.

## Auszeichnungen
- 1990 Internationaler Literaturpreis in Peking
- 1994 Chanson-Sonderpreis in Weinstadt
- 1995 Bundesverdienstkreuz am Bande[4]

## Schriften

### Als Autor
- Die strukturelle Entwicklung der Gemeinde Gellenbeck im Umland der Großstadt Osnabrück als Wandel der Grundfunktion des menschlichen Daseins. In: Osnabrücker Mitteilungen 75, 1968, S. 238–271.
- Die Geschichte der Luther-Kirche und ihrer Gemeinde in Georgsmarienhütte 1873–2003. Krützkamp, Glandorf 2003, ISBN 3-9809633-1-4.
- Volkstrachten im Osnabrücker Land und die bunte Geschichte der Volkskleidung bis zur Gegenwart. Krützkamp, Glandorf 2001, ISBN 3-9807416-2-1.
- Die Wassermühle von Malbergen im Stadtgebiet Georgsmarienhütte. In: Beiträge zur Geschichte Georgsmarienhüttes und seiner Stadtteile, Band 3. Stadt Georgsmarienhütte, Georgsmarienhütte 1997, S. 75–84.
- Im Schatten der Tamarisken: Drei Reiseerzählungen vom Mittelmeer. Edition DAX, Hamburg 1992, ISBN 3-88697-037-X.
- Manchmal brauch ich einen, der wie ich empfindet: Ermunterungen, Reise-Eindrücke, belebende Souvenirs, bewegend Soziales. Aktuell-Verlag, Weinstadt 1991, ISBN 3-88319-139-6.
- Vom Turm sieht man die Dinge anders: 21 denk- und merk-würdige Erzählungen. Soldi-Verlag, Hamburg 1986, ISBN 3-923744-60-9.
- Wende-Kreise: Ein Meinungsaustausch in Versen (Illustration Brigitte Tobatzsch). S. Tobatzsch, Georgsmarienhütte 1986.
- Was soll nun aus den Kindern werden? Bläschke, Sankt Michael 1982, ISBN 3-7053-1679-6.
- Zeit-zei-chen in Versen aus drei Jahrzehnten 1950–1980 [akute Reminiszenzen, betroffenes Ich]. F. Kaufmann, Osnabrück 1980.
- Die Erdbevölkerung: Faktoren, Probleme, Prozesse, Projekte. Hirschgraben-Verlag, Frankfurt 1978, ISBN 3-454-11010-6.
- Musik aus dem Trompetenbrunnen. In: Heimat-Jahrbuch 1992, Heimatbund Osnabrücker Land e.V., S. 349.
- Die Luther-Kirche in Alt-Georgsmarienhütte als historisches Baudenkmal. In: Heimat-Jahrbuch 2003, Heimatbund Osnabrücker Land e.V., S. 171–180.

### Als Herausgeber und Redakteur
- Frank Kochmann, Stephan-Lutz Tobatzsch (Hrsg.): Deutschland erleben: vom Main bis zur Küste; zauberhaft Schönes in deutschen Landen; ein Reisebegleiter mit Berichten zum Nacherleben. Videel, Niebüll 2002, ISBN 3-89906-386-4.
- Freier Deutscher Autorenverband Niedersachsen (Hrsg.): Körpernah: ein Lesebuch niedersächsischer Autorinnen und Autoren. Redaktion: Stephan-Lutz Tobatzsch, Schardt, Oldenburg 2009, ISBN 978-3-89841-447-0.